# Каймакчалан
Каймакчалан (макед. Кајмакчалан, греч. Καϊμάκτσαλάν) — является высочайшей вершиной гор Ворас. Высота 2524 м над уровнем моря. Расположена на границе Северной Македонии и Греции. Пик покрыт голыми скалами.
В переводе с турецкого (kaymakçalan) означает «каймаковое масло», часто названием этой точки называют всю гору.
Во время Первой мировой войны на этом пике располагалась позиция болгарской армии, оборонявшаяся там от британцев, французов, греков и сербов. После войны на пике была построена сербская часовня.
Здесь расположен горнолыжный центр Каймакчалан.